# Велоспорт на летних Олимпийских играх 1904 — 0,25 мили
Соревнования по велоспорту на дистанции 0,25 мили среди мужчин на летних Олимпийских играх 1904 прошли 3 августа. Приняли участие 11 спортсменов из одной страны.

## Призёры
| Золото           | Серебро            | Бронза               |
| Маркус Харли США | Бартон Даунинг США | Тедди Биллингтон США |

## Соревнование

### Четвертьфинал
| Место | Спортсмен              | Результат  |
| ----- | ---------------------- | ---------- |
| 1     | Тедди Биллингтон (USA) | 36,0 с     |
| 2     | Фрэнк Биззони (USA)    | Неизвестен |

| Место | Спортсмен            | Результат  |
| ----- | -------------------- | ---------- |
| 1     | Маркус Харли (USA)   | 35,6 с     |
| 2     | Фрэнк Монталди (USA) | Неизвестен |
| 3     | Оскар Шваб (USA)     | Неизвестен |

| Место | Спортсмен          | Результат  |
| ----- | ------------------ | ---------- |
| 1     | Оскар Гёрке (USA)  | 34,8 с     |
| 2     | Артур Эндрюс (USA) | Неизвестен |
| 3     | Фред Хринхем (USA) | Неизвестен |

| Место | Спортсмен              | Результат  |
| ----- | ---------------------- | ---------- |
| 1     | Бартон Даунинг (USA)   | 35,2 с     |
| 2     | Генри Уиттман (USA)    | Неизвестен |
| 3     | Энтони Уильямсон (USA) | Неизвестен |

### Полуфинал
| Место | Спортсмен              | Результат  |
| ----- | ---------------------- | ---------- |
| 1     | Маркус Харли (USA)     | 34,8 с     |
| 2     | Тедди Биллингтон (USA) | Неизвестен |
| 3-4   | Фрэнк Биззони (USA)    | Неизвестен |
| 3-4   | Фрэнк Монталди (USA)   | Неизвестен |

| Место | Спортсмен            | Результат  |
| ----- | -------------------- | ---------- |
| 1     | Оскар Гёрке (USA)    | 33,4 с     |
| 2     | Бартон Даунинг (USA) | Неизвестен |
| 3-4   | Артур Эндрюс (USA)   | Неизвестен |
| 3-4   | Генри Уиттман (USA)  | Неизвестен |

### Финал
| Место | Спортсмен              | Результат  |
| ----- | ---------------------- | ---------- |
| 1     | Маркус Харли (USA)     | 31,8 с     |
| 2     | Бартон Даунинг (USA)   | Неизвестен |
| 3     | Тедди Биллингтон (USA) | Неизвестен |
| 4     | Оскар Гёрке (USA)      | Неизвестен |